# Paul von Kügelgen (Journalist, 1875)
Paul  Siegwart von Kügelgen (* 26. April 1875 in Sankt Petersburg; † 3. August 1952 in Berlin) war ein deutschbaltischer Journalist und Übersetzer.

## Leben
Paul von Kügelgen war der Sohn des Journalisten und Herausgebers Paul von Kügelgen.
Ab 1894 studierte er an der Kaiserlichen Universität Dorpat.
Er war Mitarbeiter bei der St. Petersburgischen Zeitung seines Vaters. Paul und sein Bruder Carlo von Kügelgen (1876–1945) unterstützten die Frauenrechtlerin und Sexualreformerin Helene Stöcker und organisierten 1904 eine Vortragsreihe von ihr in Sankt Petersburg. Nach dem Tod seines Vaters übernahm Paul von Kügelgen 1904 die Chefredaktion bis zur Einstellung des Blattes 1915. Zwischen 1917 und 1918 war er Gründer und Leiter des Amtes für Zivilgefangene in Sankt Petersburg.
Im Jahr 1918 war er Beauftragter der Auslandsabteilung der deutschen Obersten Heeresleitung (OHL). Danach war er kurzzeitig Beauftragter des Reichsschatzmeisters für Estland/Finnland. Während der Weimarer Republik lebte er in Berlin. Er war unter anderem Leiter des Ost-West-Verlages. Am 16. Juli 1937 beantragte er die Aufnahme in die NSDAP und wurde rückwirkend zum 1. Mai desselben Jahres aufgenommen (Mitgliedsnummer 4.579.725).
Seine Ehefrau war Adda Wiedemann aus St. Petersburg, ihre Söhne waren Gerhard, Dr. phil., und Bernt von Kügelgen, Journalist in der DDR.

## Publikationen (Auswahl)
- Blumen und Früchte. Lieder und Gedichte. o. O., 1915.
- Der Rastlose. Lieder und Gedichte. Koehler und Amelang, Leipzig 1925.
- Ein Meister des Lebens – Wilhelm von Kügelgen. Das Köstlichste aus den Lebenserinnerungen des alten Mannes in Briefen an seinen Bruder Gerhard aus den Jahren 1840–1867. Koehler und Amelang, Leipzig 1927.